# Lijst van premiers van Togo
Dit is een lijst van premiers van Togo.

## Premiers van Togo (1956-heden)
| No. | Premier                            | Ambtstermijn | Ambtstermijn         | Partij         |
| --- | ---------------------------------- | ------------ | -------------------- | -------------- |
| 1   | Nicolas Grunitzky (1913–1969)      | 1956         | 1960                 | MPT            |
| 2   | Sylvanus Olympio (1902–1963)       | 1960         | 1963 (assassinated.) | CUT            |
| 3   | Emmanuel Bodjollé (born 1928)      | 1963         | 1963                 | Military       |
| (1) | Nicolas Grunitzky (1913–1969)      | 1963         | 1967 (deposed.)      | MPT            |
| 4   | Kléber Dadjo (1914–1988/89)        | 1967         | 1967                 | Military       |
| 5   | Gnassingbé Eyadéma (1935–2005)     | 1967         | 1991                 | Military / RPT |
| 6   | Joseph Kokou Koffigoh (born 1948)  | 1991         | 1994                 | CFN            |
| 7   | Edem Kodjo (1938–2020)             | 1994         | 1996                 | UDT            |
| 8   | Kwassi Klutse (born 1945)          | 1996         | 1999                 | RPT            |
| 9   | Eugene Koffi Adoboli (born 1934)   | 1999         | 2000                 | RPT            |
| 10  | Agbéyomé Kodjo (born 1954)         | 2000         | 2002                 | RPT            |
| 11  | Koffi Sama (born 1944)             | 2002         | 2005                 | RPT            |
| 7   | Edem Kodjo (1938–2020)             | 2005         | 2006                 | UDT            |
| 12  | Yawovi Agboyibo (1943–2020)        | 2006         | 2007                 | CAR            |
| 13  | Komlan Mally (born 1960)           | 2007         | 2008                 | RPT            |
| 14  | Gilbert Houngbo (born 1961)        | 2008         | 2012                 | Independent    |
| 15  | Kwesi Ahoomey-Zunu (born 1958)     | 2012         | 2015                 | CPP / UNIR     |
| 16  | Komi Sélom Klassou (born 1960)     | 2015         | 2020                 | UNIR           |
| 17  | Victoire Tomegah Dogbé (born 1959) | 2020         | Incumbent            | UNIR           |